# Arawak Motors
Arawak Motors Ltd. war ein Importeur und Hersteller von Automobilen auf der karibischen Insel Antigua, der in den 1970er- und 1980er-Jahren tätig war.

## Unternehmensgeschichte
Das Unternehmen hatte seinen Sitz in Saint John’s auf Antigua. Die Insel gehörte damals noch zum Vereinigten Königreich, als Teilgebiet von Antigua und Barbuda, das erst 1981 ein eigenständiger Staat wurde. Arawak Motors importierte Fahrzeuge von Chrysler. Außerdem fertigte es Automobile und vermarktete sie als Arawak. Zum Produktionszeitraum gibt es unterschiedliche Angaben: Entweder von 1976 bis 1978, von 1976 bis 1980 oder von 1978 bis 1984.
Es ist nicht bekannt, ob sich der Name Arawak auf das indigene Volk Arawak bezieht.

## Fahrzeuge
Das einzige Serienmodell Hustler war ein Fahrzeug im Stil des Mini Moke. Viele Teile kamen vom Hillman Imp. Dazu gehörte der Vierzylinder-Heckmotor mit 875 cm³ Hubraum. Die offene Karosserie bestand aus Fiberglas.
Nach Produktionseinstellung des Imp wurde der Hustler II entworfen, der vermutlich nicht in die Serienfertigung gelangte. Er hatte einen Vierzylindermotor vom Vauxhall Viva mit 1256 cm³ Hubraum, der vorne im Fahrzeug eingebaut war.